# Lipopeptid
Lipopeptíd je spojina lipida in peptida.
Nekatere spojine te vrste imajo antibiotične lastnosti, tak je na primer daptomicin. Njihov mehanizem delovanja temelji na interakciji z bakterijsko celično membrano. Delovali naj bi na sterole, ki se nahajajo v celičnih membranah.
Lipopeptide izražajo na površini tudi bakterije, ki jih kot s patogeni povezane molekulske vzorce prepoznajo tolični receptorji. Vežejo se na tolični receptor tipa 2 (TLR2), ki tvori heterodimer s TLR6 ali TLR1.

## Primeri
- surfaktin
- daptomicin
- ehinokandini (npr. kaspofungin)
- iturin A
- mikosubtilin
- bacilomicini